# Didier Adès
Décédé le 30 juin 2025

## Biographie
Après des études à la Faculté de droit de Paris et à l’IEP de Grenoble, il travaille à l'Office de radiodiffusion télévision française (ORTF), d’abord dans les stations régionales de Grenoble, Dijon et Nantes, puis comme présentateur des journaux télévisés (deuxième chaîne, puis première chaîne), ensuite à Radio France à compter de 1975.
De 1983 à 2010 il était producteur délégué et coprésentateur, avec Dominique Dambert, du magazine socio-économique Rue des entrepreneurs, diffusé tous les samedis sur France Inter jusqu'en avril 2010, date de son retrait de la grille (Radio-France a en effet décidé de son licenciement, et de celui de sa coprésentatrice, Dominique Dambert, pour faute grave[précision nécessaire],
À l'automne 2011, la commission arbitrale des journalistes, présidée par un conseiller à la Cour de cassation, a « lavé notre honneur et estimé que Radio France devait nous verser nos indemnités, ce qu’elle a fait », a expliqué Didier Adès , « mais l’affaire n’est pas soldée pour autant car les prud’hommes ont convoqué Dambert en juillet et transmis le dossier Adès à un “juge de départage ». Didier Adès a obtenu le prix « Dauphine - Henri Tezenas du Montcel » pour cette emission.
De son premier mariage avec l'hôtesse de l'air Danièle Carpentier il a eu trois enfants. Suite à leur separation, il a passé le reste de sa vie avec son partenaire de longue date, Dominique Dambert, jusqu'a son décès en 2025.

## Distinctions
- Médaille de la jeunesse, des sports et de l'engagement associatif, bronze

## Ouvrages
- Demain l'Europe, 1976
- Entreprise cherche repreneur, 1986
- Clés pour la Tétralogie (enregistrement), 1979
- Rompre les habitudes, ouvrir les possibles, 1990